# Carex jackiana
Carex jackiana är en halvgräsart som beskrevs av Francis M.B. Boott. Carex jackiana ingår i släktet starrar, och familjen halvgräs.

## Underarter
Arten delas in i följande underarter:
- C. j. jackiana
- C. j. parciflora
- C. j. macroglossa